# Воля-Рожнятовська
Воля-Рожнятовська (пол. Wola Rożniatowska) — село в Польщі, у гміні Дружбиці Белхатовського повіту Лодзинського воєводства.
Населення — 81 особа (2011).
У 1975-1998 роках село належало до Пйотрковського воєводства.

## Демографія
Демографічна структура станом на 31 березня 2011 року:
|          | Загалом | Допрацездатний вік | Працездатний вік | Постпрацездатний вік |
| -------- | ------- | ------------------ | ---------------- | -------------------- |
| Чоловіки | 39      | 9                  | 25               | 5                    |
| Жінки    | 42      | 5                  | 23               | 14                   |
| Разом    | 81      | 14                 | 48               | 19                   |